# Valaya Alongkorn Rajabhat University Stadium
Das Valaya Alongkorn Rajabhat University Stadium (thailändisch สนามกีฬามหาวิทยาลัยราชภัฏวไลยอลงกรณ์) ist ein Fußballstadion mit Leichtathletikanlage im Norden der thailändischen Provinz Pathum Thani. Es ist seit 2021 die Heimspielstätte des Fußballvereins Kanjanapat FC, der in der Thai League 3, der dritthöchsten Liga des Landes, spielt. Das Stadion hat ein Fassungsvermögen von 2000 Personen.